# King Kong (film, 2005)
A King Kong (King Kong) című 2005-ös film az 1933-as azonos című kasszasiker újragondolása. Az alapötlet azonos: cselekménye a Kong nevű óriásgorilla körül forog.

## Cselekmény
A történet az 1930-as évek New Yorkjában kezdődik. A pénzhiánnyal küzdő filmrendező, Carl Denham élete nagy filmjét szeretné leforgatni, de egyre több minden hiányzik hozzá. A forgatást lefújnák a producerek, de Denham idejében lelép. Az utolsó pillanatban szerez női főszereplőt, az elbűvölően csinos Ann Darrow személyében. Még épp idejében sikerül hajóra szállniuk. A társaság igen változatos. Tagja Jack Driscoll, a film forgatókönyvének írója, Bruce Baxter, a híres filmcsillag, Preston Denham személyi asszisztense, a stáb és a hajó személyzete.
Denham terve szerint nem Szingapúrba tartanak, hanem a Koponya-szigetre, amit Denham egy térképen látott. Az óceán azonban kifog a kalandorokon és a Koponya-szigeteknél zátonyra futtatja hajójukat. A filmesek felfedező útja véres mészárlásba torkollik mikor felfedezik a helyi törzset. Csak Englehorn kapitány segítségével tudnak elmenekülni a törzstől.
Azonban a törzs este elrabolja Miss Darrowt, hogy feláldozzák a sziget urának. Mikor felfedezik eltűnését, mentőexpedíciót indítanak érte. A küldetés tagjai folyamatosan fogynak a különböző óriáslényekkel vívott harcokban, miközben Miss Darrow rádöbben, hogy nincs mitől tartania, a hatalmas gorilla nem fog vele végezni. Sőt több ízben is megmenti a biztos haláltól. Mr. Driscoll rátalál Miss Darrowra, miközben Englehorn kapitány a vadállat elfogásán agyal. A menekülő páros végül elér a csónakokhoz, ahol lesben állnak a matrózok és sikerül elfogniuk az óriás gorillát.
New Yorkba viszik és színházi látványosságot csinálnak belőle. De elvesztik az irányítást és uralmukat Kong felett. New York utcáin tombol és zúz, az egyetlen ismerősét, Miss Darrowt keresve. Ann megkeresi, lenyugtatja és közösen megpihennek az Empire State Building tetején. Másnap a légierő végez Konggal, mialatt Mr. Driscoll újfent megmenti/felkeresi Miss Darrowt.

## Szereplők
- Naomi Watts mint Ann Darrow (magyar hangja Gubás Gabi[1]), egy épp munkát kereső varieté színésznő. Carl először akkor találkozik vele, amikor egy almát próbál ellopni egy utcai árustól. Az utazás alatt szerelmes lesz Jackbe és különleges kapcsolatot alakít ki Konggal. Az alkotók eredetileg is Watts-ot szerették volna Annként látni, így meghallgatás nélkül kapta meg a szerepet.[2][3] A színésznő nagyon örült a lehetőségnek, hogy Jacksonnal együtt dolgozhat: „Amikor találkoztunk, nem volt forgatókönyv – de nagyszerűnek tartom a munkásságát, és még annak elolvasása előtt igent mondtam.”[4] Watts felkészülése alatt találkozott Fay Wray-jel, aki az eredeti filmben alakította Annt.[5]
- Adrien Brody mint Jack Driscoll (magyar hangja Széles Tamás[1]), forgatókönyvíró, aki szerelmes lesz Annbe. Kényszerből vesz részt az úton, mivel Carl miatt nem tud időben leszállni az SS Venture-ról. Brodyt Jackson kereste fel és ajánlotta fel a szerepet, ő volt a rendező egyetlen jelöltje Driscoll megformálására.[6][7] A karakter számos változáson esett át az eredeti filmhez képest. A színész szerint Driscoll forgatókönyvíróként sokkal nagyobb jellemfejlődésre képes, valamint megalapozottabb Ann iránti szerelme is: „a forgatókönyvíró minden bizonnyal beleszeretne ebbe a gyönyörű színésznőbe, akinek a főhősnő szerepét írja.”[8] Színészként számára az volt a legérdekesebb a karakter megformálásában, ahogy az párhuzamba állítható Konggal, hisz mindkettőjüknek egy számukra idegen világban kell helyt állniuk.[5]
- Jack Black mint Carl Denham (magyar hangja Háda János[1]), filmrendező, akinek sikerül megszereznie a Koponya-sziget térképét. Készülő filmje megszállottjává válik, ami miatt erkölcsileg is fokozottan megromlik. Jackson a 2000-ben készült Pop, csajok, satöbbi című filmben nyújtott alakítása miatt ajánlotta fel Denham szerepét Blacknek: „Azóta szeretnék együtt dolgozni Jack Blackkel, mióta láttam őt a Pop,csajok, satöbbi-ben. Kétségem sincs afelől, hogy Jack igazán emlékezetes karakterré fogja tenni Carl Denhamet.”[9] Black P. T. Barnum[10] és Orson Welles személyiségét tanulmányozta a szereplő megalkotásához.[11] Black elmondása szerint tetszett neki Robert Armstrong könyörtelen, mégis kontrollállt alakítása, ő azonban Denham szenvedélyességét és a kaland iránti megszállottságát helyezte előtérbe.[10]
- Andy Serkis mint King Kong (digitális mozgásrögzítés és hang), egy 7,6 méter magas, 120-150 év körüli gorilla,[12] fajának utolsó képviselője.[11] A hatalmas állat megalkotásánál az volt a legnehezebb feladat, hogy hogyan ruházzák fel Kongot úgy emberi tulajdonságokkal, hogy mégis a lehető leghihetőbb maradjon gorillaként is. Az egyes jeleneteket ezért többször is rögzítették aszerint, hogy mennyire emberi, vagy épp állati Kong reakciója. Serkis vadon élő és fogságban született egyedeket is tanulmányozott az óriásgorilla élethű eljátszásához. A Londoni Állatkert négy gorilláját hetekig tanulmányozta és szoros kapcsolatot alakított ki egy nősténnyel. Ezek után hónapokat töltött Ruandában a hegyi gorillák között, ahol megtanulta, hogyan járnak, kommunikálnak és fejezik ki magukat az állatok.[5][13][14]
  - Andy Serkis mint Lumpy (magyar hangja Pálfai Péter[1]), a hajó szakácsa, borbélya és sebésze. Ismeri a Koponya-szigetről keringő pletykákat, és figyelmezteti róla Denhamot. A szerepet Jackson jóval azután ajánlotta fel Serkisnek, hogy a színész leszerződött Kong megformálására.[5]
- Thomas Kretschmann mint Englehorn kapitány (magyar hangja Sztarenki Pál[1]), az SS Venture német kapitánya. Az eredeti alkotással ellentétben nem szíveli Denhamot. Épp megszakítaná az utazást, hogy a rendezőt átadhassa a rendőrségnek, amikor a gőzös hatalmas ködbe kerül és balesetet szenved a Koponya-sziget partjainál. Ellenszenve akkor sem enyhül, amikor a rendező előáll Kong elfogásának ötletével.
- Colin Hanks mint Preston (magyar hangja Seder Gábor[1]), Denham gyenge idegzetű, ám hűséges személyi asszisztense.
- Jamie Bell mint Jimmy (magyar hangja Hamvas Dániel[1]), a Venture fedélzetén talált árva fiú. Hayes a példaképe.
- Evan Parke mint Ben Hayes (magyar hangja Csík Csaba Krisztián[1]), Englehorn első tisztje. Jimmy pártfogója, a fiút többször is tanácsokkal látja el. Az első világháborúban szerzett tapasztalatai miatt ő vezeti az Ann utáni mentőakciót.
- Kyle Chandler mint Bruce Baxter (magyar hangja Csankó Zoltán[1]), a kor ünnepelt filmcsillaga, a készülő film főszereplője. Kong broadway-i bemutatásakor a kaland hőseként mutatják be.
- John Sumner mint Herb (magyar hangja Forgács Gábor[1]), Denham operatőre.
- Lobo Chan mint Choy (magyar hangja Kapácsy Miklós[1]), matróz, Lumpy legjobb barátja.
- Craig Hall mint Mike (magyar hangja Schnell Ádám[1]), Denham hangmérnöke.
- William Johnson mint Manny (magyar hangja Versényi László[1]), idős varieté színész, Ann barátja.
- Mark Hadlow mint Harry (magyar hangja Albert Péter[1]), varieté színész.

A filmben megjelenő őslakosokat ázsiai, afrikai, maori és polinéz színészek alakítják. Az egységes bőrszínt sötét színű festékkel oldották meg. Az alkotók célja az volt, hogy a törzset egyetlen népcsoporthoz se lehessen kötni, mégis valóságosnak tűnjön. Az esőerdőben látható romok megformálásához a maja építészetből indultak ki.
Jackson szerette volna, ha Wray vállal egy rövid cameoszerepet, terve szerint a színésznő a film legvégén az eredeti alkotásból átemelt zárómondatot mondta volna. Wray azonban még a film előkészületei alatt elhunyt.

## A film készítése

### Előkészületek

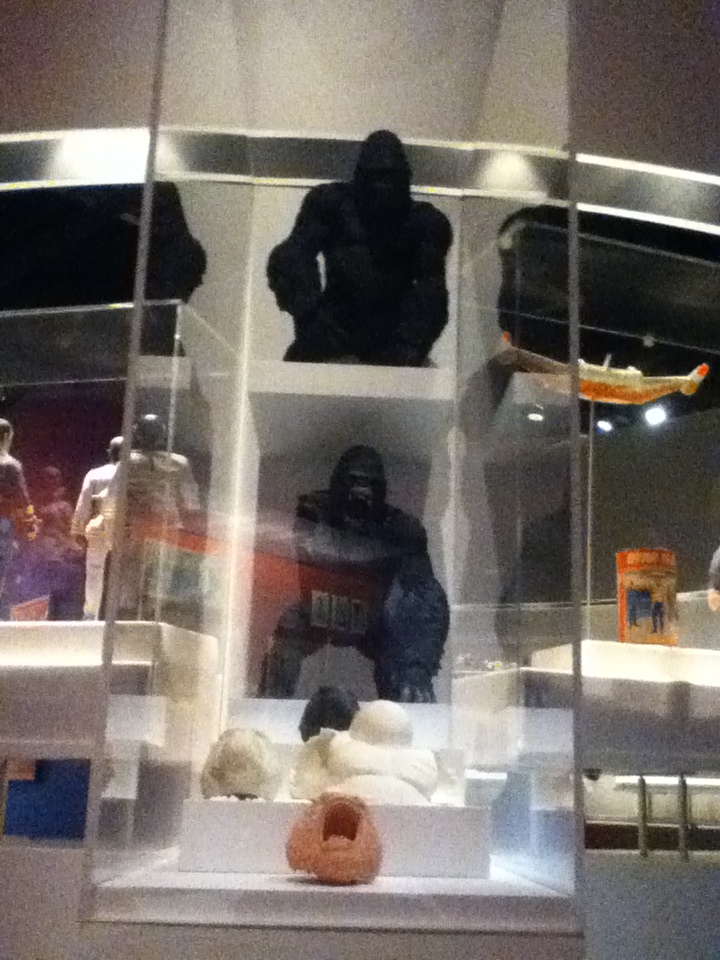
A forgatáson használt modell.

Peter Jackson először 9 évesen látta az 1933-ban készült King Kongot és azonnal a kedvenc filmjévé vált. Másnap szülei szuper 8 mm-es kamerájával megpróbálta stop-motion technikával, egy agyagdinoszaurusz segítségével elkészíteni a filmet. Később, 12 évesen újra sikertelen próbát tett, ekkor az óriásgorillát drótok, gumi és szőrme segítségével készítette el. Annyira lenyűgözte az alkotás és a történet, hogy tizenévesen ennek hatására döntött úgy, hogy filmkészítő lesz. Saját gyűjteménybe kezdett az óriásgorilláról és rengeteget olvasott az 1933-as alkotás készítéséről. Az 1992-es Hullajó! című filmjében úgy tisztelgett King Kong előtt, hogy a történet szerint a zombi vírus a Koponya-szigetről érkezik Új-Zélandra.
A Törjön ki a frász! 1996-os forgatása alatt a Universal Pictures-t lenyűgözték a Jackson által készített muszterek és korai vizuális effekteket tartalmazó felvételek. A stúdió mindenképpen közös filmet akart készíteni a rendezővel, és 1995 végén felajánlották neki az 1954-es A fekete lagúna szörnye című film remake-jének elkészítését. Jackson ezt visszautasította, ám a Universal tudomást szerzett a rendező King Kong iránti rajongásáról. Ekkor kínálták fel neki először a lehetőséget, hogy elkészítse annak adaptációját. A karakter közkincs, így a stúdiónak nem kellett aggódnia a megfilmesítés jogaival. Jackson kezdetben ezt is visszautasította, ám hamar nyugtalanítani kezdte a gondolat, hogy valaki más át fogja venni a projektet és esetleg rossz filmet készít. Ennek hatására végül elfogadta a Universal ajánlatát.
Ekkoriban Jackson Harvey Weinsteinnel és a Miramax Films-zel azon fáradozott, hogy megvásárolják A hobbit és A Gyűrűk Ura megfilmesítési jogait, a 20th Century Fox pedig A majmok bolygója remake-jét szerette volna elkészíttetni a rendezővel. Jackson ezt az ajánlatot nem fogadta el, és mivel Weinsteinnek a vártnál tovább tartott a könyvek jogainak megszerzése, úgy döntött, hogy addig elkészíti a King Kongot. Weinstein nagyon dühös lett, így Jackson ajánlatot tett a Miramaxnak, miszerint a Universallal és saját produkciós cégével, a Wingnut Films-zel közösen pénzeljék a filmet. A Universal az Egyesült Államokban birtokolná a jogokat, míg a Miramax külföldön. Jackson joga lenne a végső változat vágása, a művészi irányítás, valamint részesedést kapna a bevételekből. A Universalnak azt is engedélyeznie kell, hogy a forgatás és a vizuális effektusok mind Új-Zélandon készüljenek. Az egyezséget 1996 áprilisában kötötték meg és Jackson feleségével, Fran Walsh-sal elkezdett dolgozni a King Kong nyers forgatókönyvén. A kezdeti terv a végső változathoz képest rengeteg eltérést tartalmazott. Eszerint Ann a híres régész, Lord Linwood Darrow lánya, aki a Szumátrán ősi romokat kutat. Denham filmforgatása alatt összetűzésbe kerülnek, és ekkor találják meg a Koponya-sziget térképét egy elrejtett Kong-szobor mellett. Ez arra utal, hogy a sziget lakói egy olyan ősi vallást gyakorolnak, ami egykor egész Ázsia területén virágzott. Jack ebben a változatban még forgatókönyvíró helyett a hajó első tisztje, és első világháborús veterán pilóta, aki még mindig a háborúban meghalt barátját gyászolja. Az eredeti tervekből Herb, az operatőr az egyetlen olyan mellékszereplő aki végül a végső változatba is bekerült. A Kong és a három T-Rex közötti küzdelem szintén sokat változott az eredeti elképzelésekhez képest: Annt megsebesítette volna egy T-Rex, és annak ellenére, hogy Kong megmenti, belázasodik. Később felépült volna.
A Universal elfogadta a forgatókönyvet, Robert Zemeckist kinevezték vezető producernek, majd megkezdődtek a King Kong előkészületei. Azt tervezték, hogy a filmet 1997-ben leforgatják, és 1998 nyarán kerül majd a mozikba. A Weta Digital és a Weta Workshop Richard Taylor és Christian Rivers vezetésével megkezdte az 1933-as New York City számítógépes tervezését. Jackson és Walsh tovább finomított a forgatókönyv tervén, megkezdődtek a díszletek tervezése, és megindult a keresés lehetséges új-zélandi és szumátrai forgatási helyszínek után. Jackson ekkor még a főszereplőkre is más színészeket tervezett leszerződtetni. 1996 végén meglátogatta a Titanic forgatását Mexikóban, hogy a főhősnő szerepéről Kate Winslettel tárgyaljon. A színésznővel korábban az 1994-es Mennyei teremtmények című alkotáson dolgoztak együtt, azonban Winslet mellett Minnie Driver neve is felmerült. Jack Driscoll és Carl Denham megformálóiként Jackson többek között George Clooneyt és Robert De Nirót is fontolóra vette. A King Kong előkészületei 1997-ben futottak zátonyra, amikor a Universal aggódni kezdett a témájukban hasonló filmek, illetve majmokkal kapcsolatos remake-ek közelgő bemutatója miatt. A Godzillát és a Joe, az óriáasgorillát 1998-ban mutatták be, míg A majmok bolygóját 2001-ben. A stúdió 1997 februárjában lépett ki a projektből, miután a Weta munkatársai hat hónapig dolgoztak a terveken. Jackson ekkor döntött úgy, hogy ezek után inkább A Gyűrűk Urán kezd dolgozni.
A Gyűrű Szövetsége és A két torony sikere után 2003 elején az Universal ismét felkereste az akkor A király visszatér utómunkálataival foglalatoskodó rendezőt, hogy érdekelné-e a King Kong-projekt újraindítása. 2003 márciusában a Universal kitűzte 2005 decemberére a film bemutatóját, Jackson és Walsh pedig, immár Philippa Boyens segítségével elkezdte átdolgozni az 1996-os forgatókönyvet. A rendező felajánlotta a trilógiát készítő New Line Cinemának, hogy vegyen részt ezen produkció finanszírozásában is, de a stúdió ezt visszautasította. A Universal és Jackson kezdetben 150 millió dolláros költségvetésben gondolkoztak, ami végül 175 millióig kúszott fel. Jackson, Walsh és Boyens összesen 20 millió dollárt kapott a film írásáért (ez tartalmazta Jackson és Walsh a produceri díját is), ez az összeg azonban egy minimum bevételhez volt kötve.
Rögtön azután, hogy végeztek A király visszatér utómunkálataival, a Weta Workshop és a Weta Digital Richard Taylor, Christian Rivers és Joe Lettieri irányításával újból megkezdték a King Kong előkészületeit. A rendező a trilógián dolgozó stáb legtöbb tagját ismét leszerződtette, többek között Andrew Lesnie operatőrt, Grant Major produkciós tervezőt, Simon Bright és Dan Hennan díszlettervezőket, Alan Lee művészeti tanácsadót és Jamie Selkirk vágót. Jackson Walsh és Boyens segítségével 2003 októberében kezdett neki az új forgatókönyvnek. A rendező nagyon nem volt megelégedve az 1996-ban írt történettel. Boyens szerint „az valójában csupán Fran és Peter gyorsan papírra vetett gondolatai voltak. Inkább csak egyfajta lehetőség a sok közül, hogy milyen irányt is vegyen a történet.” Szilárd elhatározásuk volt, hogy az új forgatókönyv az 1933-as történeten alapuljon, ne az 1996-os forgatókönyvön, sem pedig az 1976-os filmváltozaton. Úgy érezték, hogy Ann és Kong kapcsolata a történet legfontosabb eleme. Hogy hihetőbbé tegyék ezt a kapcsolatot, több órányi gorillákról szóló felvételeket néztek végig. Az írók Delos W. Lovelace 1933-as film alapján írt könyvét is tanulmányozták, amiben Lumpy is szerepelt. Jackson ezen felül még June Havoc varieté színésznő Early Havoc című memoárját is megszerezte, hogy írótársai minél pontosabban jellemezni tudják Annt.
Az új, végleges forgatókönyv 2004 februárjában készült el. Ez többek között már olyan részleteket is tartalmazott, amiket az 1933-as film alkotói vagy nem fejeztek be, vagy teljesen kivágtak a végleges változatból. Ilyen jelenet az, amikor a matrózokra egy hasadékban hatalmas bogarak támadnak. Ezt 1933-ban azért kellett kivágni a végső változatból, mert az első vetítések nézőit sokkolta, és ma már csak egy, a Famous Monsters of Filmland című magazinban közölt képkocka által ismert.

### Forgatás

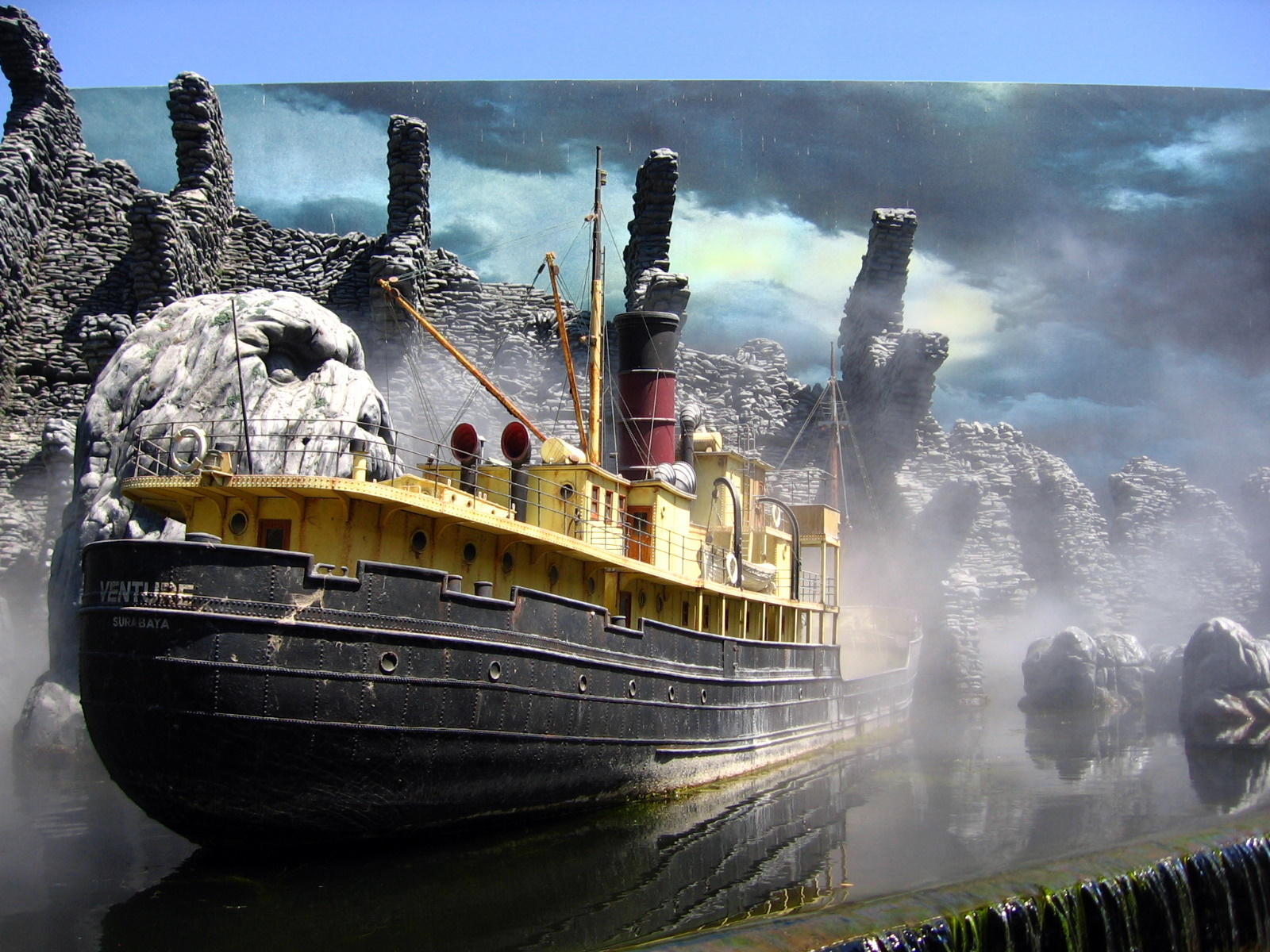
A forgatás díszlete: a Koponya-sziget részlete és az SS Venture (Universal Studios, Hollywood)

A forgatás 2004. szeptember 6-án kezdődött az új-zélandi Miramarban található Camperdown Studios-ban. Itt rendezték be az őslakosok faluját és a Nagy Falat. New York City utcáit a stúdió udvarán építették fel. Jackson számára az itt játszódó jelenet volt az egyik legfontosabb, így ezen díszlet tervein még A király visszatér készítése alatt elkezdett dolgozni. A stáb az Empire State Building tetejét is felépítette életnagyságban. Az SS Venure-on játszódó képsorok többségét egy parkolóban felállított életnagyságú fedélzeten vették fel, a háttérben látható óceánt digitálisan, az utómunkálatok alatt adták a felvételekhez. A Broadway színházának, ahonnan Kong megszökik, a Wellingtoni Operaház és az Auckland Civic Theatre adott otthont. További jeleneteket vettek még fel a Stone Street Studios-ban, ahol egy új, hangszigetelt műterem is épült a film kedvéért. A forgatás 2005 tavaszán fejeződött be.
A film költségvetése a készítés alatt 175 millió dollárról 207 millió dollárra nőtt, többek között az eredetileg megállapítottnál hosszabb játékidő és további vizuális effektusok elkészítése miatt. Jackson maga fizette ki a 32 millió dolláros különbözetet. A film elkészítésekor a világ addigi legdrágább mozija lett. A Universal a nyers verzió megtekintése és az igazgatóság pozitív visszajelzése után döntött úgy, hogy engedélyezi a többletköltséget és a hosszabb játékidőt. A film marketingje és reklámozása további 60 millió dollárt emésztett fel.

### Vizuális effektusok
A vizuális effektusokat a Weta Digital készítette a Weta Workshop tervei alapján. Az egyes lényekről a Weta Workshop munkatársai maketteket építettek, amiket a Weta Digital emberei számítógéppel letapogattak, és amik alapján mozgó, élethű digitális modelleket hoztak létre. Jackson becslése szerint a film végső változatához körülbelül 2300 vizuális effektust készítettek, valamint a teljes játékidő alatt összesen 42 digitálisan létrehozott élőlény látható.
Az alkotók a távlati képekhez számítógéppel modellezték meg az 1930-as évek Manhattanjét. A városkép megalkotásához korabeli fényképeket, térképeket, tervrajzokat használtak fel. Egy adatbázis alapján a jelenkori képekből kitörölték az összes, 1933 után épült épületet, és digitálisan a helyére illesztették az 1930-as években ott álló épületet. Az ikonikus épületek, mint például az Empire State Building, kézzel készültek, a legtöbb házat azonban a számítógép egy, a korabeli fényképek alapján írt program segítségével automatikusan felépítette és a képen a megfelelő telekre illesztette. Jackson szerint a látvány annyira élethű lett, hogy „ha valaki kíváncsi rá, hogy a felhőkarcoló hogy nézett ki az 1930-as években, ebben a filmben megnézheti.” Amikor Kong a Times Square-en tombol, látható egy, az Universal Picturest népszerűsítő reklám. A korabeli New Yorkot ábrázoló képek alapján ezen a helyen a Columbia Pictures egyik plakátja volt. A készítők megpróbálták elérni, hogy a filmben az ő reklámjuk jelenjen meg, de a stúdió túl sokat kért érte, így maradtak a Universalnál.
Az utcákat gyalogosokkal, autókkal, buszokkal, hajókkal és vonatokkal népesítették be a MASSIVE nevű, A Gyűrűk Ura csatajeleneteihez kifejlesztett szoftver segítségével. A program képes tömegeket mozgatni úgy, hogy a számítógép alkotta alakok és járművek érzékelik a környezetet, reagálnak annak változásaira és egymással interakcióba lépnek. A MASSIVE által generált emberek a színészek és statiszták közé keveredve jelennek meg, ezért pontos koreográfiára volt szükség, hogy összehangolják a virtuális és valódi karakterek mozgását a vásznon. Az esőt és havat egy időjárást szimuláló programmal adták a képekhez.
A szigeten élő dinoszauruszokat a készítők az alapján alkották meg, hogy azok hogyan néznének ki 64 millió évnyi elszigetelt fejlődés után. A tervezésre nagy hatással volt Dougal Dixon munkássága. Jackson, más rovarok és csúszómászók mellett, többszörösére nagyított wetákkal népesítette be a hasadékot, amibe Kong a matrózokat löki. A Weta-cégek igazgatója, Richard Taylor szerint kihagyhatatlan volt a weták megjelenítése: „Sikerült A Gyűrűk Urába is becsempésznünk őket, szóval úgy gondoltuk, hogy ebből se hagyhatjuk ki. Olyan borzalmas és hihetetlen teremtmények. A legfontosabb ok, amiért róluk neveztük el a céget, hogy egész egyszerűen ezek a legmenőbb kis szörnyetegek, amiket csak találhatunk a való világban. Már a dinoszauruszok előtt is éltek.” A Koponya-sziget távlati képeihez a Weta Workshop munkatársai több hatalmas makettet, úgynevezett miniatűrt építettek fel, míg az állatokat illetve a sziget részleteit mind számítógéppel alkották meg. A madarak, denevérek, rovarok és emberek nagyobb csoportját itt is a MASSIVE segítségével hozták létre. Jackson azt akarta, hogy a sziget „semelyik valódi helyhez ne hasonlítson. Azt akartam, hogy a Koponya-sziget titokzatos és stilizált legyen, az eredetihez hasonló”, hozzátéve, hogy ha valósághűen szerette volna megformálni, az esőerdőben forgatta volna le az itt játszódó jeleneteket.

#### King Kong
Jackson hamar elhatározta, hogy nem szörnyet akar készíteni, éppen ezért King Kongnak egy hatalmas óriásgorillának kell lennie és úgy is kell viselkednie. Az állatot körülbelül ötven animátor teljes egészében digitálisan készítette a kulcskocka animáció és a digitális mozgásrögzítés, angolul motion capture technikájával. Az ez utóbbi technikát használó jeleneteket két fázisban rögzítették. Először minden esetben díszletek között, színészekkel forgattak. Ezekhez az élőszereplős felvételekhez Serkis rugalmas ruhát, karját meghosszabbító kellékeket használt, valamint 4,5 méter magasra emelték. Serkis szerint így könnyen össze tudták hangolni Ann és Kong mozgását. A színésznőnek rengeteget segített, hogy nem elképzelnie kellett partnerét, hanem valóban látta azt Serkis-en keresztül. „Peter elsődleges célja azzal, hogy hús-vér színész játssza Kongot az volt, hogy az Ann Darrow-t alakító színésznőnek nem kell elképzelnie, milyen is lenne Kong. Így olyan döntéseket se kell meghoznia, hogy a gorilla mit csinálna. Én megcsináltam ezeket, így Naominak már csak színésznőként reagálnia kellett.” Az élőszereplős felvételek után került sor a motion capture használatára. Serkis-nek itt lehetősége nyílt kicsit kísérletezni Kong személyiségével, hogy az mennyire legyen állati vagy épp emberi. Hetekig próbálgatták, mire megtalálták a megfelelő arányt a két viselkedés között.
Az arc élethű mozgatásához is Serkis mimikáját használták fel, ezt a test mozgásával egyszerre vették fel. A színész arcára 132 érzékelőt erősítettek, amik mozgását betáplálták a számítógépbe. Az így kapott arckifejezéseket az animátorok a gorillák arcizmainak mozgása szerint kissé módosították. A Kong és dinoszauruszok között zajló harcjelenetben a színésznek csak az arcát tapogatták le, amit aztán a digitálisan felépített és mozgatott gorillatestre illesztettek. Mivel a dinoszauruszok teljes egészében számítógéppel készültek, Serkis mozgását nem tudták volna összehangolni velük. A színész ezek mellett Kong hangját is kölcsönzi.
A digitális szőr megjelenítésére az animátorok kifejlesztettek egy programot, ami segítségével meg tudták határozni a szőr színét, fényvisszaverését, göndörségét, irányát és mozgását. Az egyes szőrszálakat csoportokba rendezték. Csak az állat fején körülbelül 35 000 ilyen csoport volt, míg a teljes testet körülbelül négymillió szőrszál borította. Ezzel azonos technikával oldották meg az állat bundájába ragadt sár, kosz és vér megjelenítését is. Hozzárendelve a szőrhöz, a kosz azzal összehangoltan mozgott. Hogy megállapítsák, mennyire élethű az állat szőre, Kongot normál méretűre csökkentették és belehelyezték egy természetfilmbe. A szőr megalkotásához használt programmal készítették el a Koponya-sziget hatalmas lombkoronáit is.

### Filmzene
A film zenéjét James Newton Howard szerezte. Eredetileg Jackson Howard Shore-t, A Gyűrűk Ura zeneszerzőjét kérte fel. Shore el is készítette a filmzene jelentős részét, ám alig két hónappal a film bemutatója előtt leváltották. A rendező szerint erre azért volt szükség, mert nem tudtak megegyezni a zenével kapcsolatos kreatív döntésekben. Mindezek ellenére Shore egy rövid cameoszerep erejéig látható a filmben.
A rendkívül rövid rendelkezésre álló idő alatt Howard Los Angelesben dolgozott a zenén, míg Jackson Új-Zélandon irányította az utómunkálatokat. Egymással videokonferencián beszéltek és egészen a film bemutatójáig nem is találkoztak. Az eredeti elképzelések szerint a zenét is a szigetországban vették volna fel, a terv azonban a kései zeneszerzőváltás miatt megváltozott.
A film elején hallható, csellóra és mély hangolású rézfúvósokra hangszerelt vezérmotívum a történet alatt különféle variációkban többször visszatér. Ann témája zongorára és húros hangszerekre íródott, míg Kongénál ismét a rézfúvósok hallhatóak – az eredeti film előtti tisztelgés gyanánt. A szerelmi témákat Howard zongorára, hárfára és fuvolára hangszerelte. Ezzel szemben Shore muzsikája többféle különleges hangszert használt volna, hogy még egzotikusabbá tegye a filmet. Ezeket az elkészült felvételeket azonban sohasem adták ki.
A filmzene 2005-ben Golden Globe-jelölést kapott legjobb eredeti filmzene kategóriában, és a kritikusok körében is többnyire pozitív fogadtatásban részesült. Ennek ellenére egyesek hangot adtak azon véleményüknek, hogy a végeredményen érződik a sietség.
Az 1930-as évek New Yorkját bemutató kezdő képsorok alatt Al Johnson 1925-ben felvett I’m Sittin’ on the Top of the World című száma hallható. A dal nem került fel a hivatalos filmzene CD-jére.
A filmzenét 2005. december 13-án jelentette meg CD-n az Egyesült Államokban a Decca Records.
| Zeneszámok listája | Zeneszámok listája                          | Zeneszámok listája | Zeneszámok listája | Zeneszámok listája | Zeneszámok listája | Zeneszámok listája | Zeneszámok listája | Zeneszámok listája | Zeneszámok listája |
| #                  | Cím                                         | Hossz              |                    |                    |                    |                    |                    |                    |                    |
| ------------------ | ------------------------------------------- | ------------------ | ------------------ | ------------------ | ------------------ | ------------------ | ------------------ | ------------------ | ------------------ |
| 1.                 | King Kong                                   | 1:09               |                    |                    |                    |                    |                    |                    |                    |
| 2.                 | A Fateful Meeting                           | 4:16               |                    |                    |                    |                    |                    |                    |                    |
| 3.                 | Defeat is Always Momentary                  | 2:48               |                    |                    |                    |                    |                    |                    |                    |
| 4.                 | It's in the Subtext                         | 3:19               |                    |                    |                    |                    |                    |                    |                    |
| 5.                 | Two Grand                                   | 2:34               |                    |                    |                    |                    |                    |                    |                    |
| 6.                 | The Venture Departs                         | 4:03               |                    |                    |                    |                    |                    |                    |                    |
| 7.                 | Last Blank Space on the Map                 | 4:43               |                    |                    |                    |                    |                    |                    |                    |
| 8.                 | It's Deserted                               | 7:08               |                    |                    |                    |                    |                    |                    |                    |
| 9.                 | Something Monstrous...Neither Beast nor Man | 2:38               |                    |                    |                    |                    |                    |                    |                    |
| 10.                | Head Towards the Animals                    | 2:48               |                    |                    |                    |                    |                    |                    |                    |
| 11.                | Beautiful                                   | 4:08               |                    |                    |                    |                    |                    |                    |                    |
| 12.                | Tooth and Claw                              | 6:17               |                    |                    |                    |                    |                    |                    |                    |
| 13.                | That's All There is...                      | 3:26               |                    |                    |                    |                    |                    |                    |                    |
| 14.                | Captured                                    | 2:25               |                    |                    |                    |                    |                    |                    |                    |
| 15.                | Central Park                                | 4:36               |                    |                    |                    |                    |                    |                    |                    |
| 16.                | The Empire State Building                   | 2:36               |                    |                    |                    |                    |                    |                    |                    |
| 17.                | Beauty Killed the Beast 1                   | 1:59               |                    |                    |                    |                    |                    |                    |                    |
| 18.                | Beauty Killed the Beast 2                   | 2:22               |                    |                    |                    |                    |                    |                    |                    |
| 19.                | Beauty Killed the Beast 3                   | 2:14               |                    |                    |                    |                    |                    |                    |                    |
| 20.                | Beauty Killed the Beast 4                   | 4:45               |                    |                    |                    |                    |                    |                    |                    |
| 21.                | Beauty Killed the Beast 5                   | 4:13               |                    |                    |                    |                    |                    |                    |                    |
| 01:14:27           |                                             |                    |                    |                    |                    |                    |                    |                    |                    |

## Marketing
A filmhez készült kedvcsináló teaser előzetest 2005. június 27-én este mutatták be a Volkswagen hivatalos honlapján, majd nem sokkal ezután az NBC Universal tulajdonában lévő 9 televíziós csatornán is leadták. Egyes előrejelzések azt jósolták, hogy a lehetséges nézőszám így eléri a 109 milliót is. Ezek mellett a trailer interneten is elérhetővé vált, valamint ekkor aktiválták a film hivatalos honlapját is. A mozikba szánt előzetes június 29-én debütált a Világok harca előtt.
Jackson a King Kong készítéséről produkciós naplót készített, amelyek rövid werkfilmek formájában betekintést nyújtottak a film készítésébe. A naplókat nem sokkal A király visszatér DVD-megjelenése után kezdték el feltölteni az internetre, egy videó 3-4 perces volt. Összesen 54 készült, és nem sokkal a film mozikba kerülése előtt eltávolították őket, helyükre az utómunkálatokról készült werkfilmek kerültek fel. A produkciós naplók a Universal gondozásában DVD-n is megjelentek 2005. december 13-án.
A filmhez kapcsolódóan a cselekmény előzményeit taglaló könyv is megjelent The Island of the Skull címen, valamint egy Peter Jackson's King Kong című videójáték is. Utóbbit a Ubisoft fejlesztette, az alkotók együttműködésével. Egy másik könyv, A The World of Kong, A Natural History of Skull Island a Weta Workshop gondozásában jelent meg. A könyv a filmben látható élőlények katalógusaként szolgál: a Koponya-sziget valamennyi élőlényét bemutatja latin névvel, rövid leírással és képekkel ellátva. A könyvet a Weta Workshop azon munkatársai illusztrálták és írták, akik a filmbeli állatokat is tervezték.

## Bemutató

### Mozibemutató és bevételi adatok

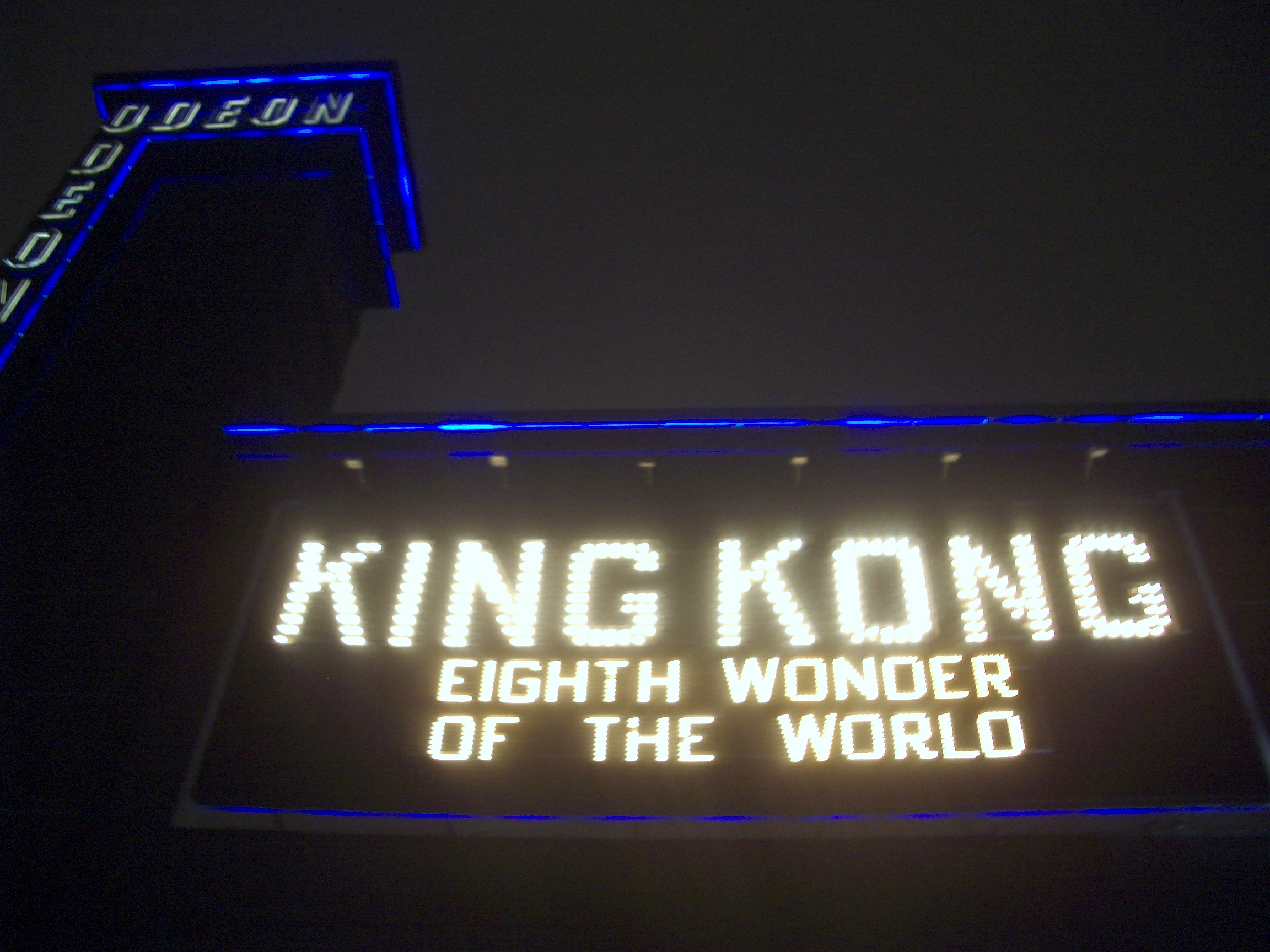
A filmet hirdető tábla az Odeon Leicester Square mozi előtt.

A King Kong világpremierje 2005. december 5-én volt New Yorkban, Új-Zélandon december 13-án, Magyarországon pedig december 15-én mutatták be.
Észak-Amerikában szerdai nyitónapján 9,75 millió dollár bevételt termelt, míg az első hétvége végéig összesen 66,2 millió dollárt. Egyes elemzők szerint ez az eredmény csalódottságra adhat okot, mivel a film forgalmazói erősebb szerdai kezdéssel számoltak. Az észak-amerikai bevétel mellé a film világszerte további 83 millió dollárt hozott, ami az addigi 9. legerősebb külföldi kezdésnek számított. A film hazai összbevétele végül alig több mint 218 millió dollárnál állt meg, ami 2005 5. legtöbb bevételt termelő mozijává tette. A nemzetközi vetítések további 332, 4 millió dollárt hoztak, így a teljes összbevétel meghaladta az 550,5 millió dollárt is. Ezzel szintén az 5. helyen végzett a nemzetközi és hazai bevételeket összesítő listán. Magyarországon 2006. március 21-ig 559 088 dollár bevételt termelt, míg Új-Zélandon 2005 legsikeresebb mozifilmje lett.
Jackson nem sokkal a bemutató után megjegyezte, hogy érdekelné a film 3D-be történő átkonvertálása. 2007 környékén kb. 10 percet el is készítettek, ám a technika túl drágának bizonyult ahhoz, hogy a teljes filmet megcsinálják.

### DVD- és Blu-ray-megjelenés
Magyarországon a film 2006. május 16-án jelent meg 2 lemezes kiadásban DVD-n az InterCom forgalmazásában. Az egyik lemezre 2.35:1 képaránnyal és Dolby Digital 5.1-es angol és magyar hanggal a film került, míg a másik lemez csak extrákat tartalmaz, amelyekhez magyar felirat választható. Blu-ray-en 2009. március 26-án jelent meg a Select kiadásában. A korongra a moziváltozat került, eredeti képarányban, többek között angol és magyar hanggal, extrák nélkül.
Az Egyesült Államokban a Universal a DVD megjelenését (2006. március 28.) követő héten több mint 100 millió dollár bevételt tehetett zsebre a lemezek értékesítéséből, ami a stúdió számára rekordnak számított. Ezen felül 2006 februárjában a Turner Broadcasting System és a American Broadcasting Company 26,5 millió dollárért vásárolta meg a televíziós sugárzás jogait a Universaltól.

## Fogadtatás

### Kritika az angol nyelvű sajtóban
A King Kong világszerte számos visszajelzést kapott. A Rotten Tomatoes elnevezésű, kritikákat összegyűjtő weboldal 84%-ra értékelte a filmet, 257 véleményből 215 pozitív volt. Az összefoglaló értékelés azt írja, hogy „Peter Jackson legújabb vizuális effektusokat, félelmetes színészi alakításokat és fenséges látványt felvonultató King Kong-remake-je hatásos hősköltemény, ami hű marad az 1933-as eredeti alkotás szelleméhez.” Ugyanezen a honlapon a 2005-ben bemutatott filmek között a 24. legjobbnak bizonyult. A Metacritic weboldalon, amely szintén a kritikákat összegzi, az alkotás 39 bírálat alapján 81 pontot kapott az elérhető 100-ból.
Roger Ebert az elérhető legtöbb pontot adta a „fenséges szórakozás”t nyújtó alkotásnak. Szerinte a filmnek a hossza sem árt, mivel folyamatosan tartani tudja a magas színvonalat. Többé-kevésbé követi az alapanyagát is, azonban a gorilla és a lány kapcsolatát Jacksonnak olyan érzelemmel sikerült megtöltenie, ami az 1933-as filmből hiányzik. „Hölgy ennél nagyobb bajba még sose jutott,de Fay Wray-nek többnyire csak sikítania kellett, míg Watts belenéz a gorilla szemeibe és talál bennük valami gyönyörűt.” Emellett a karakterek sem sablonos hősök, hanem komoly személyiségük van. Ebert kritikáját azzal zárja, hogy a film üzenete nem az, hogy a szépség megölte a szörnyeteget, hanem hogy „megrémít bennünket a szépség, főleg ha legyűr bennünket, és borzasztó árat fizetünk akkor, ha megpróbáljuk letagadni alapvető természetét és termékké vagy céllá akarjuk változtatni.” A The Washington Post értékelésében Stephen Hunter az év legjobb populáris mozifilmjeként említi a King Kongot, mely mind történetében, mind pedig világában tiszteli az 1933-as alkotást. Jackson az eredetiben is megjelenő társadalomkritikát–kizsákmányolás, kulturális önteltség, a Nyugat fennhéjázása–sokkal élénkebben ábrázolja, annak ellenére, hogy ő sem mélyed el bennük. A film nagyobb erénye szerinte mégsem a politikai kérdésekben rejlik, hanem a drámai érzelmekben. Az egyik legfontosabb elem, amely Jackson adaptációját megkülönbözteti Cooper alkotásától, az a lány Kong iránti érzelmeinek bemutatása és valóságalapja: „Valójában ez Jackson alkotásának a szíve (...)–sokkal több, mint a Jackson által használt digitalizált varázslat.” Hunter ezek után kiemeli, hogy a gorilla érzelmeinek legjobb közvetítői maga a szemei, amely egy ilyen digitális lény esetében rendkívüli teljesítménynek számít: „Fókuszálnak; látnak. El tudnál merülni bennük.” Paul Clinton a CNN honlapján megjelenő cikkében elismerően szól az alkotásról, ami hossza ellenére is leköti a nézőt. A színészek játéka mellett a rendező kreativitását is dicséri: „Ha a Gyűrű-trilógia nem győzött meg, mostanra mindenkinek el kell ismernie, hogy Jackson az egyik legkreatívabb ember, aki valaha rendezői székbe ült.”
Az SFGate honlapján megjelenő kritika sokkal élesebben bírálja Jacksont. Mick LaSalle szerint a rendező hiába készített 90 perccel hosszabb változatot, az élményhez ez semmit nem tesz hozzá. LaSalle abban látja a problémát, hogy a számos jó ötlet ellenére Jackson elvesztette a kontrollt, és „egyszerűen nem tudta abbahagyni a képek vászonra dobálását. Vagy, máshogy kifejezve, szó szerint eltévedt a dzsungelben.” A rendező rengeteg karaktert akar túl részletesen bemutatni, ami csak zavarttá teszi a főszálat, és még az eredeti King Kongot nem ismerő néző is meg tudja különböztetni a lényegeset a céltalantól.
A többnyire pozitív kritikai fogadtatás ellenére néhányan megkérdőjelezték a rendkívül sok CGI létjogosultságát. Karl Heitmueller MTV.com-on megjelent, Visszatekerni: a CGI effektek valóban jobbak, mint a régimódi mozivarázs? című cikkében bírálja Jacksont, amiért a rengeteg digitális trükk kedvéért feláldozza az érzelmi kapcsolatokat: „Végül Jackson Kongja jól szerepelt, de nem volt olyan lenyűgöző (vagy érzelmes), mint inspirációja.” Roger Ebert a számítógépes trükkök mellett érvel kritikájában. Szerinte a számítógépek nem pusztán a speciális effektusok létrehozásáért vannak, hanem azért, hogy stílust és szépséget teremtsenek, valamint egy olyan világot, amely méltón szolgálhatja a történetet.

### Magyar nyelvű kritikai visszhang
Bikácsy Gergely a Népszabadság számára írt értékelésében elismeréssel adózik Jacksonnak, amiért sikerült hű maradnia az eredeti ötlethez. Kiemeli a film második harmadát, amely a legizgalmasabb perceket hozza. Ezek után azonban a mű vége „leül” és nem tudja tartani a közepére elért magas színvonalat, részben a klisék és szabályok alkalmazása miatt. Szekeres Viktor kritikájában dicséri az óriásgorilla és Ann közötti kapcsolat bemutatását, amelynek szerinte ebben a King Kong-adaptációban sikerült a legjobban kibontakoznia. Annak ellenére, hogy a film történetét többnyire mindenki ismeri, Jacksonnak „igazi epikus művet” sikerült vászonra vinnie, amelynek „monumentalitása leginkább a részletgazdagságon, az apró nüanszokra való odafigyelésen érhető tetten, illetve a rendező klasszikus film előtti folyamatos tisztelgésén.” A számítógépes effektusok terén Kong megalkotása kiemelkedő, a CGI-vel alkotott közegben megjelenő emberek azonban már kevésbé működnek. A kritika emellett a filmzenére is kitér, mely Szekeres szerint jól sikerült ugyan, de felejthetetlenné válásához még hiányzik valami. A PORT.hu kritikusa, Hanula Zsolt Péter a film erősségeként a forgatókönyvet, számítógépes trükköket és az akciót emeli ki.
Az Origo kritikusa, Tinker Bella szerint Jackson számára túl nagy falatnak bizonyult a King Kong. A filmet két probléma is visszaveti: „nem elég jó a computer animáció, és akadozik a dinamikája.” A lassú kezdés még nem gond, és a néző érdeklődését is felkeltik a szereplők, a második harmadban azonban átveszik a szerepet az irreálisnak ható és rendkívül elnyújtott akciójelenetek. A számítógéppel alkotott lények sokszor egyszerűen nem működnek, „a testek hiányzó tömegétől komolytalanná válik az egész.” A karaktereknek nincs elég jellemvonásuk, ráadásul kevés szövegüknek köszönhetően kihasználatlanok maradnak.

## Utalások az 1933-as alkotásra
Jackson sok elemet vett át az 1933-as, eredeti King Kongból, illetve többször is utal készítőikre.
- Amikor Denham új filmje főszereplőjét keresi, Fayt javasolja, az asszisztense azonban azt válaszolja, hogy ő épp az RKO-val forgat. Erre Dunham Cooper nevét is megemlíti. Fay Wray az 1933-as alkotás főhősnője volt, Merian C. Cooper pedig a rendezője.[35]
- Az 1933-as filmben hallható kitalált arab közmondást a 2005-ös adaptáció is megismétli.[35]
- Kong elfogásakor Denham mond egy-két mondatot az eredeti forgatókönyvből.[35]
- A Kong és V-Rexek közötti összecsapás is tartalmaz néhány elemet, amelyet az 1933-as alkotásból kölcsönöztek.[35]
- Az 1933-as filmben Merian C. Cooper és Ernest B. Schoedsack rendezők feltűnnek egy cameoszerep erejéig az Empire State Building jeleneteiben. Ők azok, akik lelövik Kongot. A 2005-ös filmben Jackson és Rick Baker láthatóak ebben a jelenetben. Baker az 1976-os remake-ben az általa tervezett jelmezben Kongot alakította.[35]

Jackson ezek mellett 1992-es, Hullajó! című filmjére is utal: amikor Jack Driscoll a hajó rakománya között helyet keres magának, egy „szumátrai patkánymajom” ketrece is feltűnik. A Hullajó!-ban egy ilyen majom harapása okozott zombiinváziót.

## Díjak és elismerések
A filmet a 78. Oscar-gálán összesen négy kategóriában jelölték, amiből hármat sikerült díjra váltania: legjobb hangkeverés (Christopher Boyes, Michael Semanick, Michael Hedges és Hammond Peek), legjobb hangvágás (Mike Hopkins és Ethan Van der Ryn) és legjobb vizuális effektusok (Joe Letteri, Brian Van’t Hul, Christian Rivers és Richard Taylor). A negyedik jelölést a legjobb látványtervezés kategóriájában kapta, itt azonban az Egy gésa emlékiratai bizonyult jobbnak. A 63. Golden Globe-gálán Jacksont legjobb filmrendezőnek, James Newton Howard zenéjét pedig legjobb eredeti filmzenének jelölték, ám a díjat egyikük sem nyerte el.
A brit filmakadémia összesen három kategóriában jelölte BAFTA-díjra a King Kongot. Ebből az alkotók egyedül a legjobb vizuális effektusoknak járó elismerést vihették haza, a legjobb hangnak és legjobb díszletnek járó díjakat A nyughatatlannal illetve a Harry Potter és a Tűz Serlegével szemben veszítették el.
Vizuális effektusaiért, látványterveiért és díszleteiért az alkotás rengeteg elismerésben részesült.